# 五百川パーキングエリア
五百川パーキングエリア（ごひゃくがわパーキングエリア）は、福島県郡山市にある磐越自動車道のパーキングエリアである。

## 施設
磐越自動車道のパーキングエリアの中で、唯一売店が設置されている。かつては軽食コーナーもあったが、2023年（令和5年）8月1日からコンビニエンスストアのミニストップに転換された。

### 上り線（いわき方面）
- 駐車場
  - 大型 18台
  - 小型 30台
- トイレ
  - 男性 大2（和式1・洋式1）・小5
  - 女性 5（和式2・洋式3）
    - 同伴の男児用 1

  - 車椅子用 1
- コンビニエンスストア「ミニストップ」（五百川PA上り店、24時間）
- 自動販売機
- ハイウェイ情報ターミナル

#### かつての施設
- スナック（7:30-19:30）
- ショッピング（7:30-19:30）

### 下り線（新潟方面）
- 駐車場
  - 大型 26台
  - 小型 50台
- トイレ
  - 男性 大3（和式1・洋式2）・小8
  - 女性 9（和式3・洋式6）
    - 同伴の男児用 1

  - 車椅子用 1

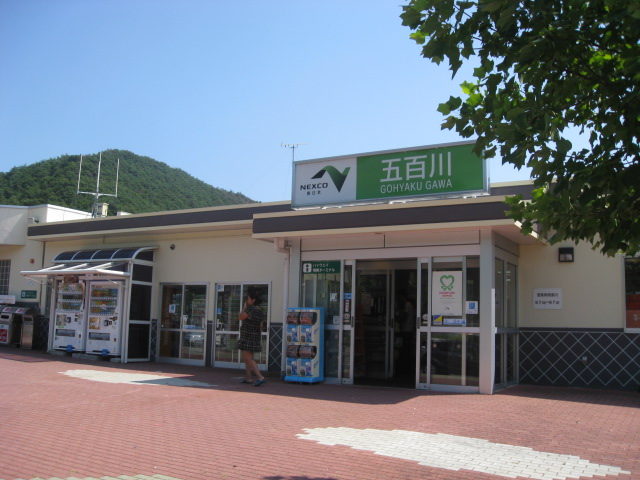
五百川パーキングエリア（下り線）

- コンビニエンスストア「ミニストップ」（五百川PA下り店、24時間）
- 自動販売機
- ハイウェイ情報ターミナル

#### かつての施設
- スナック（7:00-19:00）
- ショッピング（7:00-19:00）

## 隣
E49 磐越自動車道
(3-1) 郡山東IC - (18-1) 郡山JCT - 五百川PA - (4) 磐梯熱海IC